# Back Door to Hell
Pour plus de détails, voir Fiche technique et Distribution.
Back Door to Hell est un film américano-philippin réalisé par Monte Hellman, sorti en 1964.

## Synopsis
Le film se déroule durant la Seconde Guerre mondiale aux Philippines. Des soldats américains s'associent à des résistants locaux pour attaquer les forces japonaises.

## Fiche technique
- Titre français : Back Door to Hell
- Réalisation : Monte Hellman
- Scénario : Richard A. Guttman et John Hackett
- Photographie : Nonong Rasca
- Musique : Mike Velarde
- Production : Ronald Remy et Fred Roos
- Pays de production : États-Unis - Philippines
- Format : Noir et blanc - 1,85:1 - Mono
- Genre : guerre
- Date de sortie : 1964

## Distribution
- Jimmie Rodgers : Lt. Craig
- Jack Nicholson : Burnett
- John Hackett : Jersey
- Annabelle Huggins : Maria
- Conrad Maga : Paco